# Mittenothamnium trichocladon
Mittenothamnium trichocladon är en bladmossart som beskrevs av Jules Cardot 1913. Mittenothamnium trichocladon ingår i släktet Mittenothamnium och familjen Hypnaceae. Inga underarter finns listade i Catalogue of Life.